# Qigong, Guangdong
Qigong är en köping i sydöstra Kina. Den ligger i Yangshan härad i staden Qingyuan i provinsen Guangdong, omkring 150 kilometer nordväst om provinshuvudstaden Guangzhou. Antalet invånare är 41 277. Befolkningen består av 20 538 kvinnor och 20 739 män. Barn under 15 år utgör 23,0 %, vuxna 15-64 år 64 %, och äldre över 65 år 12,0 %.